# Preservació digital de materials audiovisuals
La preservació digital de materials audiovisuals tracta totes les activitats i processos relacionats amb el manteniment en bones condicions de les imatges en moviment per assegurar-ne l'accés i ús futur.
El patrimoni audiovisual mundial està en perill, la UNESCO, en la seva Recomanació sobre la salvaguarda i la conservació de les imatges en moviment, cita la importància de mantenir en bones condicions els equips per a la reproducció dels materials conservats, i si això no fos possible, recomana transferir les imatges en moviment a altres suports que puguin garantir la seva reproducció i conservació en la millor qualitat tècnica possible.

Iniciatives com el Dia Mundial del Patrimoni Audiovisual i el Programa de Memoria del Mundo de la UNESCO fan una crida als Estats membres, productors, consumidors d'imatges i sons, i organitzacions i institucions encarregades de la seva salvaguarda per unir esforços que fomentin la protecció i salvaguarda del patrimoni audiovisual mundial. 
| « | Vivimos un momento crucial en la historia en lo que se refiere a los efectos de las tecnologías: cuanto más fácil resulta captar imágenes y sonidos, editarlos y difundirlos a escala mundial, más difícil es salvaguardar este caudal gigantesco de datos. La influencia cada vez mayor que tienen los medios digitales en el ámbito audiovisual altera los conceptos tradicionales de intercambio de información, diálogo entre las culturas y entendimiento mutuo. Además, redefine también nuestra relación con los documentos y cambia el carácter mismo del trabajo de preservación. La producción audiovisual digital, en forma de grabación o de digitalización, se presenta a menudo como una solución milagrosa a la salvaguardia de determinadas formas de patrimonio. | » |
| — Irina Bokova, Directora General de la UNESCO Missatge del Dia Mundial del Patrimoni Audiovisual 2013 | |   |

## Evolució de formats: d'analògic a digital
Des de les primeres imatges en moviment filmades en cinema pels germans Lumière, s'ha passat del cinema mut al sonor, del B/N al color, i avui en dia ja hi ha pel·lícules tridimensionals en 3D. El format cinematogràfic per excel·lència és el de 35mm, però també hi ha altres com el Super8, Single 8mm, 9,5mm, Pathé Baby, 16mm i 70mm.
Quant a la cinta magnètica també hi ha tot un llistat interminable de formats que ha anat evolucionant amb les noves tecnologies tractant de millorar la qualitat dels suports. En l'entorn professional, de les cintes de 2 polsades que gravaven vídeo transversalment es passà a les cintes d'1 polzada, després al ¾ de polzada del sistema U-matic, i d'aquest al Betacam SP, Betacam SX, Betacam IMX, Betacam Digital i altres com els DVCam o els DVCPro
Els enregistraments en vídeo digital comencen a implantar-se a finals dels anys 1990 alhora que també comencen les emissions amb sistemes digitals en moltes televisions. La cinta magnètica és substituïda amb la digitalització com suport físic que pels fitxers codificats en formats compatibles amb els estàndards amb la qualitat requerida per a les emissions en televisió. L'entorn de treball passa a ser un entorn “sense cintes”.
Quant a les tendències en la utilització de formats contenidors de fitxers amb finalitats d'arxiu els principals són AVI, MXF, MKV, MPEG o MOV i els principals estàndards de compressió de vídeo digital DivX, DV, MPEG-1, MPEG-2, MPEG-4, Motion JPEG 2000, OGG Theora o Xvid.
L'estandardització dels formats d'arxiu digitals facilita la interoperativitat i millora les possibilitats d'èxit dels plans de preservació digital. Quant a les preocupacions pel factor de la compressió del senyal de vídeo que pot posar en risc la qualitat, la conservació i la duració dels documents, es queden en un segon pla degut als avantatges d'accessibilitat que presenten els fitxers digitals respecte als formats analògics. No obstant això, els arxius miren d'usar formats amb baix nivell de compressió per a la preservació digital definitiva de les imatges en moviment.

## Digitalització retrospectiva dels materials analògics
La preservació patrimonial de la memòria audiovisual a llarg termini en format digital encara planteja algunes incògnites de futur, no es disposa de suficient experiència que asseguri la conservació dels fitxers informàtics, i aquests poden veure’s supeditats a constants migracions de formats per garantir la seva descodificació i accessibilitat amb el pas del temps.
Per altra banda, milions de cintes de múltiples formats analògics estan en risc per l'obsolescència dels aparells reproductors, la preservació de les imatges és una cursa contra el temps, si no són transferides o digitalitzades abans que el suport es deteriori o quedi obsolet es perdran. La UNESCO estima que la digitalització dels materials audiovisuals s'ha de fer abans què passin 15 anys per evitar que es perdin, TAPE estima que l'esperança de vida dels suports magnètics és de 20 anys.
Els suports audiovisuals analògics són fràgils i requereixen unes condicions ambientals d'emmagatzematge adequades amb uns determinats nivells de temperatura i humitat, així com un control de la brutícia, pols, aire contaminat o dels camps magnètics que poden produir danys irreparables en les imatges si no són controlats. Tot i així, la degradació física dels suports de cinta magnètica és inevitable i la migració a formats digitals dona més garanties i avantatges de preservació i accessibilitat que una migració de cinta a cinta.
La digitalització retrospectiva de materials audiovisuals també permet una visualització i difusió dels arxius, que amb les noves tecnologies pren gran rellevància per les possibilitats de difusió dels materials audiovisuals en la xarxa. Entre els projectes més rellevants a Espanya està la digitalització dels fons del NO-DO, un projecte de col·laboració entre la Filmoteca Española i Radiotelevisión Española, que posa a l'abast una font d'imatges en moviment, que més enllà de poder ser considerades com materials de propaganda política, són una font única d'imatges de la vida a Espanya dels anys 1940 a 1970.

## Preservació dels born-digital
Els materials nascuts digitals necessiten infraestructura tècnica de servidors, software de gestió i sistema d'emmagatzematge principal i redundant. La implantació en les televisions de sistemes digitals de gestió de continguts audiovisuals integrats MAM (Media Asset Management) o DAM (Digital Asset Management) fan possible la integració de la producció, l'emissió i l'arxiu audiovisual.
Els continguts digitals són més fràgils que els analògics, es poden esborrar o modificar de manera conscient, per error, negligència o per accions externes com potser un virus. En l'entorn de treball amb cinta analògica, les pèrdues per danys es limiten als minuts o com a molt unes poques hores d'imatges conservades a la cinta danyada. En l'entorn digital, les incidències tècniques o danys a les cintes de dades poden inutilitzar centenars d'hores emmagatzemades en fitxers de vídeo irrecuperables.
Mantenir un sistema redundant dels materials digitals d'arxiu suposa un increment econòmic no assumible per moltes de les organitzacions, per tant, la preservació dels materials nascuts digitals necessiten polítiques de preservació recolzades en grans mesures de seguretat informàtica.

## Emmagatzematge: les llibreries digitals robotitzades
Un factor important i element clau per a la digitalització de la producció audiovisual ha estat l'evolució dels sistemes d'emmagatzematge, no solament pels avenços quant a capacitat, sinó també pels avantatges d'accessibilitat als fitxers.
Els sistemes d'emmagatzematge de materials audiovisuals digitals treballen en dos nivells: l'online i el nearline
L'emmagatzematge online es fa en servidors on es conserven uns centenars d'hores en línia. Aquests servidors reben les ingestes o entrades noves de fitxers de materials digitalitzats per treballar amb ells a curt termini. Els servidors online tenen un espai limitat i els materials que contenen hi són al servidor temporalment fins que passen a les llibreries digitals o repositoris definitius d'arxiu després d'aplicar processos i polítiques de selecció.
L'emmagatzematge nearline és un arxiu definitiu amb capacitat per a milers d'hores en alta qualitat. En el cas de les llibreries robotitzades contenen milers de cintes de dades, on uns braços robotitzats són els encarregats de recórrer les parets cercant les cintes on estan els fitxers digitals amb les imatges sol·licitades pels usuaris. Les imatges viatgen a una velocitat diverses vegades menor a la seva duració en temps reial d'aquí el terme nearline “quasi en línia”.
Les cintes de LTO són un format d'emmagatzematge de dades altament fiable i durador. El format LTO disposa d'una ampla gamma de capacitats. De les LTO-1 amb capacitat en natiu de 200GB (40Mb/s), en dades comprimides pot arribar al doble de capacitat, passant per les LTO-2, LTO-3 fins a les LTO-4 de capacitat 1,6TB (240MB/s) en natiu, es poden emmagatzemar entre 20 i 200 hores de vídeo en format professional “broadcast”, variable en funció dels paràmetres de compressió.